# اقا كندي (آذغان)
اقا کندي (بالفارسية: آقاکندی) هي منطقة سكنية تقع في إيران في قسم آذغان الریفي. يقدر عدد سكانها بـ 121 نسمة .